# Music Is the Healing Force of the Universe
Music Is the Healing Force of the Universe è l'ultimo album di studio pubblicato in vita dal musicista jazz Albert Ayler, pubblicato dalla Impulse! Records nel 1969.
Si tratta dell'ultimo LP inciso da Ayler prima del suo presunto suicidio del novembre 1970. Ayler soffriva di una forte depressione, e la musica contenuta nell'album riflette il suo tormentato stato mentale.

## Tracce
Testi e musiche di Albert Ayler & Mary Maria Parks eccetto dove indicato.
1. Music Is the Healing Force of the Universe – 8:41
2. Masonic Inborn, Pt. 1 – 12:11
3. A Man Is Like a Tree – 4:35
4. Oh! Love of Life – 3:50
5. Island Harvest – 5:04
6. Drudgery – 8:08 (James Folwell, Parks, Henry Vestine)

## Crediti

### Musicisti
- Albert Ayler - sassofono tenore, cornamusa, voce
- Mary Maria Parks - voce
- Henry Vestine - chitarra
- Bobby Few - pianoforte
- Stafford James - contrabbasso
- James Folwell - basso elettrico
- Muhammad Ali - batteria